# Sulphur Springs (Indiana)
Sulphur Springs és una població dels Estats Units a l'estat d'Indiana. Segons el cens del 2000 tenia 346 habitants.

## Demografia
Segons el cens del 2000, Sulphur Springs tenia 346 habitants, 139 habitatges, i 102 famílies. La densitat de població era de 445,3 habitants/km².
Dels 139 habitatges en un 36% hi vivien nens de menys de 18 anys, en un 64,7% hi vivien parelles casades, en un 7,2% dones solteres, i en un 26,6% no eren unitats familiars. En el 23,7% dels habitatges hi vivien persones soles el 12,2% de les quals corresponia a persones de 65 anys o més que vivien soles. El nombre mitjà de persones vivint en cada habitatge era de 2,49 i el nombre mitjà de persones que vivien en cada família era de 2,93.
Per edats la població es repartia de la següent manera: un 25,4% tenia menys de 18 anys, un 8,4% entre 18 i 24, un 32,1% entre 25 i 44, un 16,2% de 45 a 60 i un 17,9% 65 anys o més.
L'edat mediana era de 34 anys. Per cada 100 dones de 18 o més anys hi havia 87 homes.
La renda mediana per habitatge era de 46.328 $ i la renda mediana per família de 49.000 $. Els homes tenien una renda mediana de 42.250 $ mentre que les dones 23.214 $. La renda per capita de la població era de 19.838 $. Entorn del 3,8% de les famílies i el 3,9% de la població estaven per davall del llindar de pobresa.

## Poblacions més properes
El següent diagrama mostra les poblacions més properes.